# Сватоплук Чех
Сватоплук Чех (на чешки: Svatopluk Čech) е известен чешки писател и поет от втората половина на ХІХ век.

## Биография
Роден е на 21 февруари 1846 г. в селището Остршедек, близо до град Бенешов, в семейството на управител на имение.
Първата му поема Хусити на Балтийско море е публикуван в алманах „Рух“ през 1868 г. Подобно на творбата му „Адамити“ тя е вдъхновена от историята на Хуситските войни. Поемата му „Европа“ (1878) отразява революционните движения по онова време, а в стихотворението си „Славия“ (1882) Чех разпространява идеалите на славянското единство. В поемата си „Вацлав от Михалковиц“ (1880) изобразява религиозния гнет на йезуитите, а в „Лешетинския ковач“ (1883) – социалните проблеми на индустриализацията. Книгите Jitřní písně (1887) и Nove písně (1888) отразяват националното възраждане на чешкия народ, а поетичният цикъл Písně otroka – неговите социални проблеми.
Неговите най-известни творби са поредицата от сатирични романи „Výlety Пана Broučka“ (1888, 1889), 2 романа от които са използвани при написването за операта „Пътешествията на господин Броучек до Луната и до ХV век“ на Леош Яначек.
Неговото име носят мост в Прага, както и множество улици в чешки градове.